# Liste der Monuments historiques in Troyon
Die Liste der Monuments historiques in Troyon führt die Monuments historiques in der französischen Gemeinde Troyon auf.

## Liste der Immobilien
| Bezeichnung    | Beschreibung | Standort                    | Kennzeichnung | Schutzstatus | Datum | Bild |
| -------------- | --- | --------------------------- | ------------- | ------------ | ----- | ---- |
| Fort de Troyon | Sperrfort des Système Séré de Rivières, von 1877 bis 1880 erbaut, 1900 und von 1916 bis 1918 verstärkt, heute Museum; auch auf dem Gebiet von Lacroix-sur-Meuse | südöstlich des Ortes (Lage) | PA00132766    | Inscrit      | 1994  |      |

## Liste der Objekte
| Bezeichnung                | Beschreibung                           | Standort                                     | Kennzeichnung | Schutzstatus | Datum | Bild |
| -------------------------- | -------------------------------------- | -------------------------------------------- | ------------- | ------------ | ----- | ---- |
| Zwölf-Apostel-Retabel      | Stein, Anfang des 16. Jahrhunderts     | in der Kapelle Ste-Anne (Lage)               | PM55000631    | Classé       | 1911  |      |
| Skulptur eines Klerikers   | Stein, farbig gefasst, 15. Jahrhundert | in der Kapelle Notre-Dame-de-Palameix (Lage) | PM55001111    | Classé       | 1994  |      |
| Skulptur Heilige Katharina | Holz, farbig gefasst, um 1700          | in der Kirche St-Martin (Lage)               | PM55000891    | Classé       | 1982  |      |
| Skulptur Madonna mit Kind  | Stein, Anfang des 14. Jahrhunderts     | in der Kapelle Ste-Anne (Lage)               | PM55000630    | Classé       | 1911  |      |
| Chorgestühl                | Eichenholz, 17. und 19. Jahrhundert    | in der Kirche St-Martin (Lage)               | PM55002431    | Inscrit      | 1992  |      |
| Skulptur Madonna mit Kind  | Stein, farbig gefasst, 14. Jahrhundert | in der Kapelle Notre-Dame-de-Palameix (Lage) | PM55001110    | Classé       | 1994  |      |